# Baker (Kalifornia)

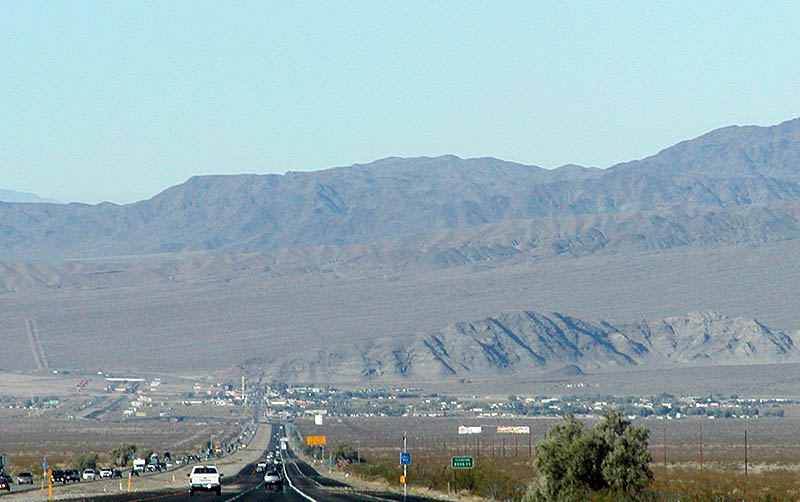
Widok na Baker ze wschodniej strony I-15

Baker – jednostka osadnicza w stanie Kalifornia, w hrabstwie San Bernardino. Liczba mieszkańców 914 (2000).
Założona w 1908 r. na pustyni Mojave przy nieistniejącej dziś linii kolejowej.

## Położenie
Baker znajduje się w przybliżeniu w 2/3 odległości drogi z Los Angeles do Las Vegas. Przez Baker przebiega autostrada międzystanowa nr 15 (I-15). Około 50 km na północ położona jest Dolina Śmierci.

## Gospodarka
Dzięki położeniu przy ruchliwej I-15 Baker jest popularnym miejscem postoju i odpoczynku dla podróżujących pomiędzy Los Angeles a Las Vegas. Jest jedynym zamieszkanym miejscem na przestrzeni 190 km pomiędzy Primm a Barstow.